# Abborrtjärnen (Piteå socken, Norrbotten, 725874-172219)
Abborrtjärnen är en sjö i Piteå kommun i Norrbotten och ingår i Åbyälvens huvudavrinningsområde.